# Angelo Ogbonna
Angelo Obinze Ogbonna, född 23 maj 1988 i Cassino, Frosinone, är en italiensk fotbollsspelare som spelar för Watford.

## Karriär
Den 10 juli 2015 värvades Ogbonna från Juventus till West Ham United, där han skrev på ett fyraårskontrakt.
Den 27 augusti 2024 värvades Ogbonna av Watford, där han skrev på ett ettårskontrakt.